# Petropolitano Foot-Ball Club
Le Petropolitano Foot-Ball Club est un club brésilien de football fondé 1911 e basé à Petrópolis dans l'État de Rio de Janeiro.

## Palmarès
- Campeonato Fluminense : 1944

## Anciens joueurs
- Carvalho Leite